# ゼリーフライ (小惑星)
ゼリーフライ (24754 Zellyfry) は小惑星帯の小惑星である。奥多摩観測所で、日置努と早川修司が発見した。
早川修司が住む行田市内の全小学校6年生徒から名前を募集した。その結果より行田市の名物料理「ゼリーフライ」から命名された。